# Військово-повітряні сили Естонії (1918—1940)
Військово-повітряні сили Естонії — один з трьох родів військ в Збройних силах Естонії, що існував у період 1918–1940 років.

## Історія

### Період війни за незалежність

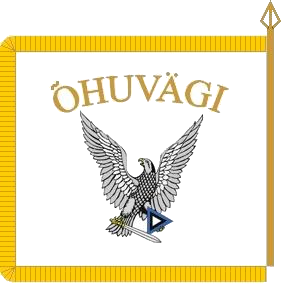
Штандарт ВПС Естонії

Основою для створення Збройних сил Естонії стали деякі частини, що були сформовані в ході Першої світової війни. За розпорядженням Тимчасового уряду Естонії у квітні 1917 року почалося створення перших естонських підрозділів національної армії.
У листопаді 1918 року був сформований льотний загін, у грудні перетворений в роту, а в березні 1919 року — в авіаційний загін. Парк авіації складався з літаків, що залишилися від російської армії, Північно-Західної (білогвардійської) армії Юденича, наданих Фінляндією та Великою Британією, а також захоплених трофеями. До кінця 1919 року Військово-Повітряні Сили Естонії налічували до 40 літаків.

### Міжвоєнний період
У 1921 році військово-повітряні сили, що стали окремим родом військ, сформували авіаційний полк, що базувався в Таллінні і підпорядковувався, при цьому, Штабу внутрішніх військ. Наступне розширення естонських військово-повітряних сил припав на 1930 рік. Талліннський авіаполк був розгорнутий в окремі дивізіони.

### Перед анексією
2 березня 1939 уряд Естонії уклав з англійською фірмою «Wikkers Supermarme» контракт на поставку дванадцяти літаків «Спитфайр» на суму 151 255 фунтів стерлінгів. Перші два літаки повинні були бути передані до 31 серпня того ж року, наступні два — до 29 лютого 1940 року і ще вісім — до 30 червня 1940 року.
Вже 11 липня 1939 року до відправлення в Естонію були готові «Спітфайри» Mk. I L1046 і L1037. Однак через загальну нестабільність ситуації, що склалася в Європі до кінця літа, англійський уряд спочатку призупинив виконання контракту, а потім 13 вересня 1939 року розірвав його і реквізував обидва «Спитфайра», які призначалися Естонії.

### Останні роки існування
На 1940 рік, у зв'язку з закупівлею нової техніки планувалося провести переформування Збройних сил (і авіації, в тому числі). Однак, у зв'язку з анексією Естонії СРСР плани не були втілені в життя. На період зовнішньої експансії СРСР ВПС Естонської республіки налічували 42 літаки.

## Штатна організація з 1930 року
Після реформ і реорганізацій 1930 року ВПС Естонії складалися з наступних частин:
- авіаційна база
- льотна школа
- окремий дивізіон Таллінн
- окремий дивізіон Раквере
- окремий дивізіон Тарту
- Управління ППО, якому підпорядковувалися Авіація і Артилерійська група ППО (сформована в ході тих же перетворень 1930).

## Морська авіація
У 1932 році був створений Загін морської авіації, для виконання розвідувальних польотів над територіальними водами Естонії у Балтійському морі. Дана штатна одиниця була розформована у 1939 році в зв'язку з недостатністю авіаційного парку.

## Озброєння

### Іноземна техніка
На озброєнні ВПС Естонії до 1935 року не було власної техніки. Всі зразки авіапарку були або трофейними або придбаними у міжвоєнний період для посилення обороноздатності держави.

Позначення на авіатехніці

Так, ВПС Естонії у своєму складі мали:
- 5 розвідувальних літаків Hawker Hart (Велика Британія)
- 7 розвідувальних літаків Henschel Hs 126 (Німеччина)
- британські літаки Avro 504, Short Type 184, RAF B.E.2c, White and Tompson NT.2, Sopwith Camel F-1, De Havilland DH-9, Halberstadt C V, Armstrong Whitworth Siskin Mk.III, Bristol Bulldog, Avro Tutor Type 621
- німецькі літальні апарати Friedrichshafen F 41, DFW C V
- французькі літаки SPAD S.VII та Gourdou-Leseurre GL-2, Potez 25
- чехословацький літак Letov S-328[4]

### Власна авіатехніка
З 1935 року у ВПС Естонії почали надходити зразки розробленої в країні власної авіатехніки. Так, станом на 1939 рік на озброєнні ВПС країни знаходилося 7 літальних апаратів власного виробництва. Серед них:
- 4 PON-1 (1935 рік випуску)
- 2 PTO-4 (1938 рік випуску)[5]

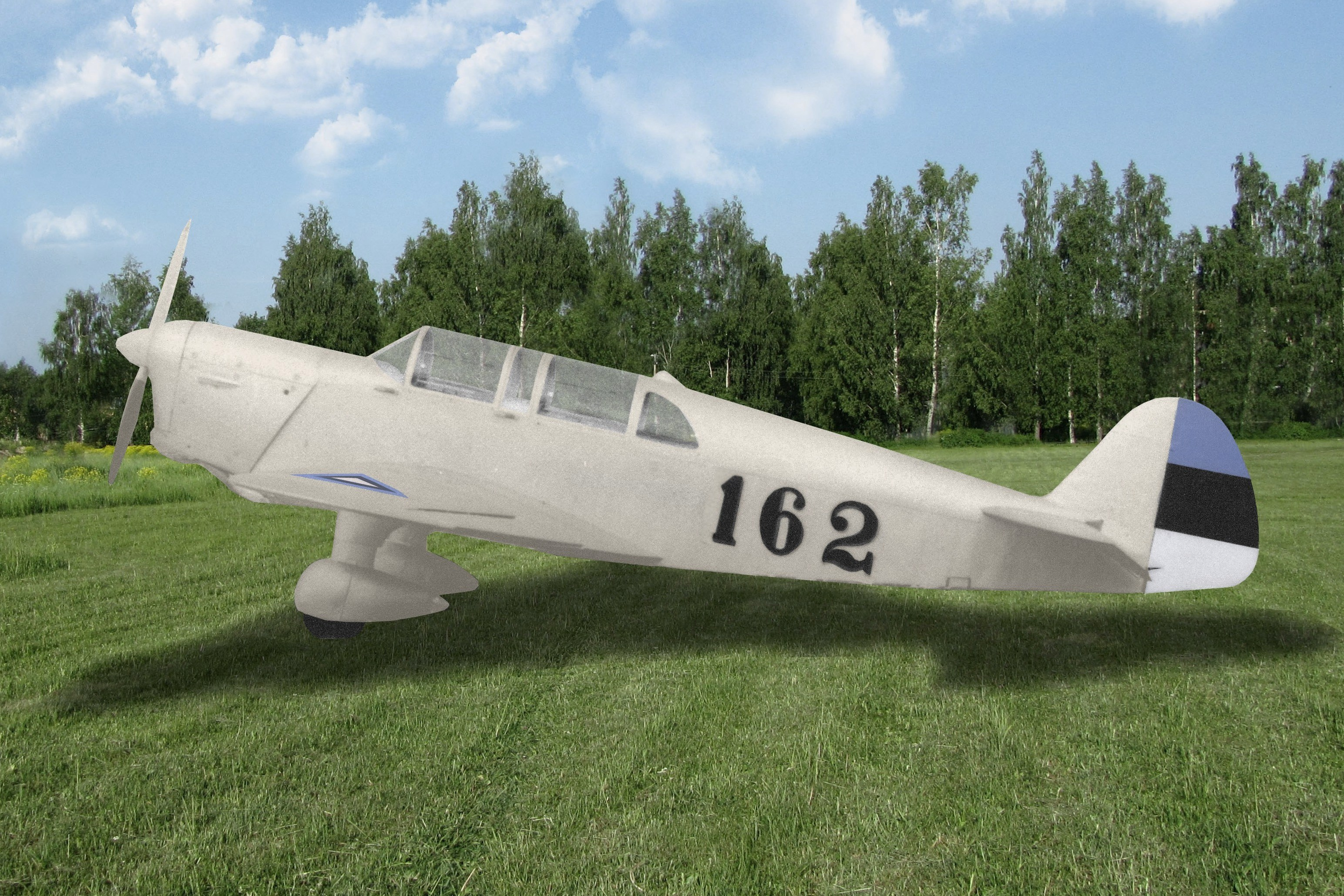
Літак РТО-4А

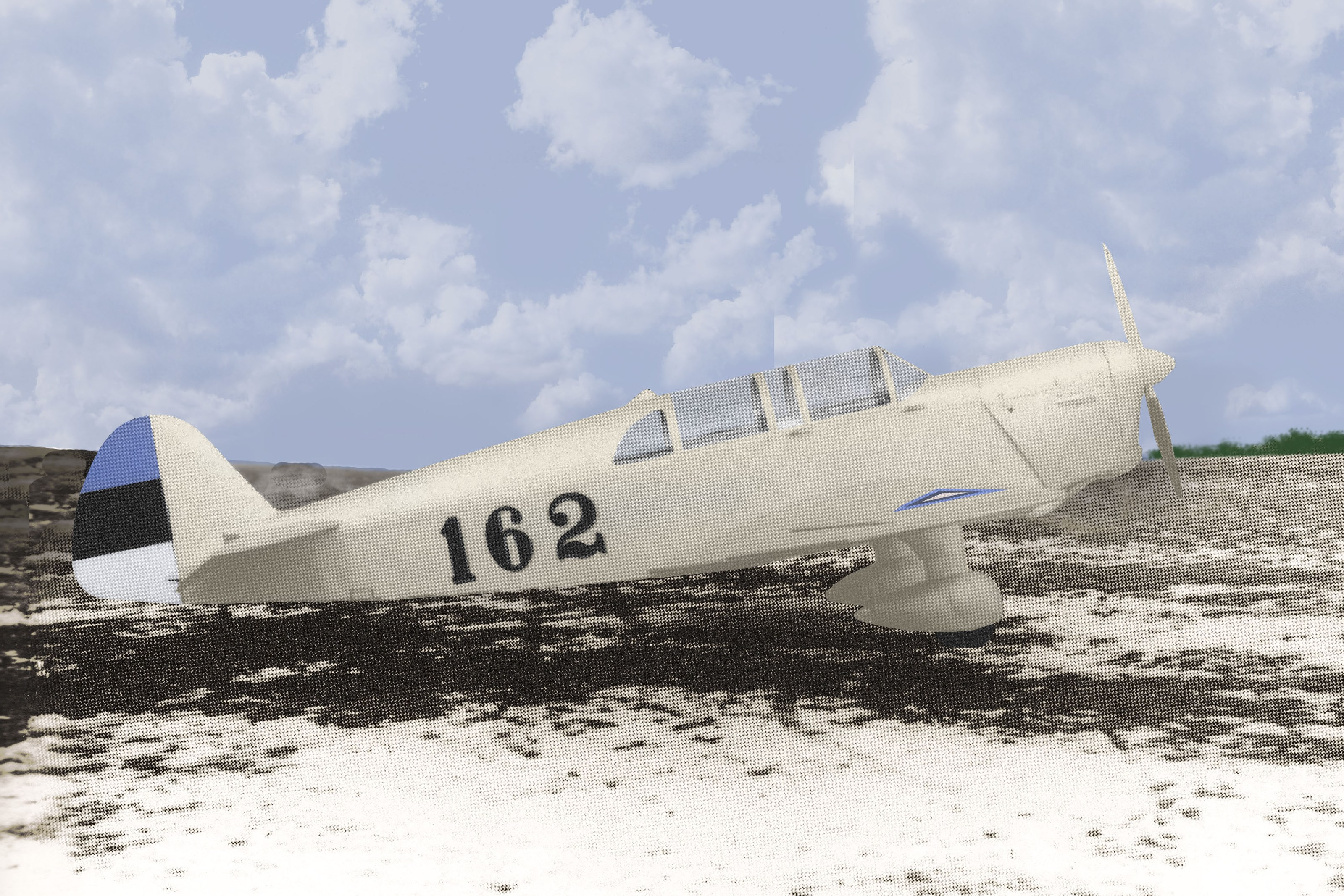
Навчальний літак PTO-4

- 1 Post & Neudorf PN-3 (1939 рік випуску)[6]

## Льотна школа ВПС Естонії
1 вересня 1919 року була заснована національна Льотна школа. Її перші випускники (17 осіб) поповнили лави ВПС у 1921 році. В цілому, з 1919 по 1940 роки льотну школу пройшли 457 осіб. З них: 177 пілотів, 37 спостерігачів, 235 механіки авіації і 8 зброярів.

## У складі РСЧА та Вермахту
ВПС Естонії частково увійшли в РСЧА під назвою 22-й корпусного авіазагону, а ще частина була відтворена вже 1941 року як Спеціальна ескадрилья Бушманна у складі Люфтваффе.